# Gerd Jaburek

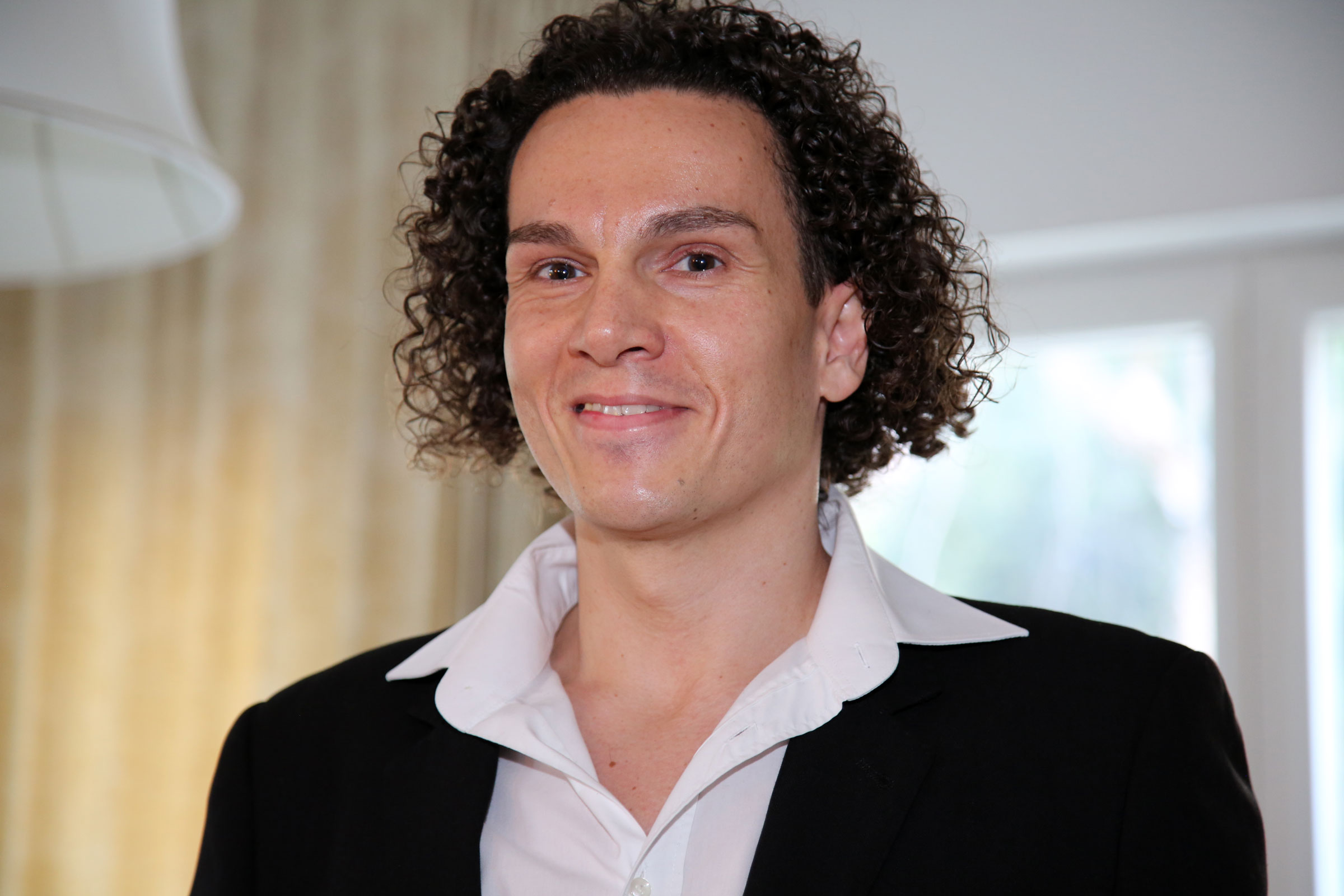
Gerd Jaburek (2015)

Gerd Jaburek (* 1977 in Wien) ist ein österreichischer Opernsänger (Tenor).

## Leben
Gerd Jaburek studierte Querflöte bei Herbert Weissberg und Gesang bei Martin Klietmann an der Universität für Musik und darstellende Kunst Graz und genoss weitere Ausbildung der Stimme u. a. bei Nicolai Gedda, Ion Buzea, John Norris, David Lee Brewer, Gottfried Hornik und Ivan Konsulov. Er belegte Meisterkurse bei Inge Borkh, Francisco Araiza, Heinz Zednik, Kurt Equiluz, Manfred Jung, George Crasnaru, Jill Feldman und beim Verein Meisterkurse für Operndarstellung e. V. München.
Seit 2010 ist er Stipendiat des Internationalen Gesangsstudios Berlin e. V. mit weiterführender Ausbildung der Stimme bei Cesare Colona. 2006 war er Stipendiat der Richard-Wagner-Stiftung Wien.
Erste Bühnenerfahrung sammelte er bereits während des Studiums am Theater im Palais Graz und danach in den Produktionen Das Traumfresserchen und Peter Pan von Wilfried Hiller bei Kinderopern an der Wiener Staatsoper.
Engagements führten ihn bislang u. a. an das Opernhaus Graz und das Schauspielhaus Graz, an das Volkstheater Wien, die Wiener Kammeroper, zu den Opernfestspielen St. Margarethen, ans Theater Ulm, Theater Pforzheim, Theater Fürth, Theater Regensburg, Musiktheater Wil und Royal Theatre Waterford. Im Sommer 2012 gab er den Hauptmann im Wozzeck am Theater in Pforzheim.
Zu seinem Repertoire zählen Partien wie Valletto (L’incoronazione di Poppea), Testo (Monteverdi: Il combattimento di Tancredi e Clorinda), Mercurio (Johann Josef Fux: Daphne in Lauro), Oronte (Alcina), Bastien (Bastien und Bastienne), Belmonte (Die Entführung aus dem Serail), Don Ottavio (Don Giovanni), Tamino (Die Zauberflöte), Don Narciso (Il turco in Italia), Malcolm und Macduff (Verdi: Macbeth), Fragoletto (Offenbach: Die Banditen), Tuffaldino (Die Liebe zu den drei Orangen), Andres und Hauptmann (Wozzeck, Alban Berg), Rattengift (Detlef Glanert: Scherz, Satire, Ironie und tiefere Bedeutung), Lambertuccio (Boccaccio), Adam und Graf Stanislaus (Der Vogelhändler), Niccolò Paganini (Paganini), Alfred (Die Fledermaus), Tobias (Sweeney Todd), Tony Candolino (Terrence McNally: Meisterklasse).
Er tritt als Konzertsänger und bei verschiedenen Festivals auf, so bei den Tiroler Festspielen Erl, der Styriarte, dem Steirischen Herbst, dem Kammermusikfestival „Allegro Vivo“, der Woche der alten Musik Krieglach und dem Festival de Musique Ancienne de Dieppe.
Neben Auftritten in Österreich mit Konzerten u. a. auch im Goldenen Saal im Wiener Musikverein hatte er Engagements in der Schweiz, Deutschland, Holland, Frankreich, Irland, Kroatien, Ungarn, Tschechien, der Slowakei und Japan.